# 诺维娜

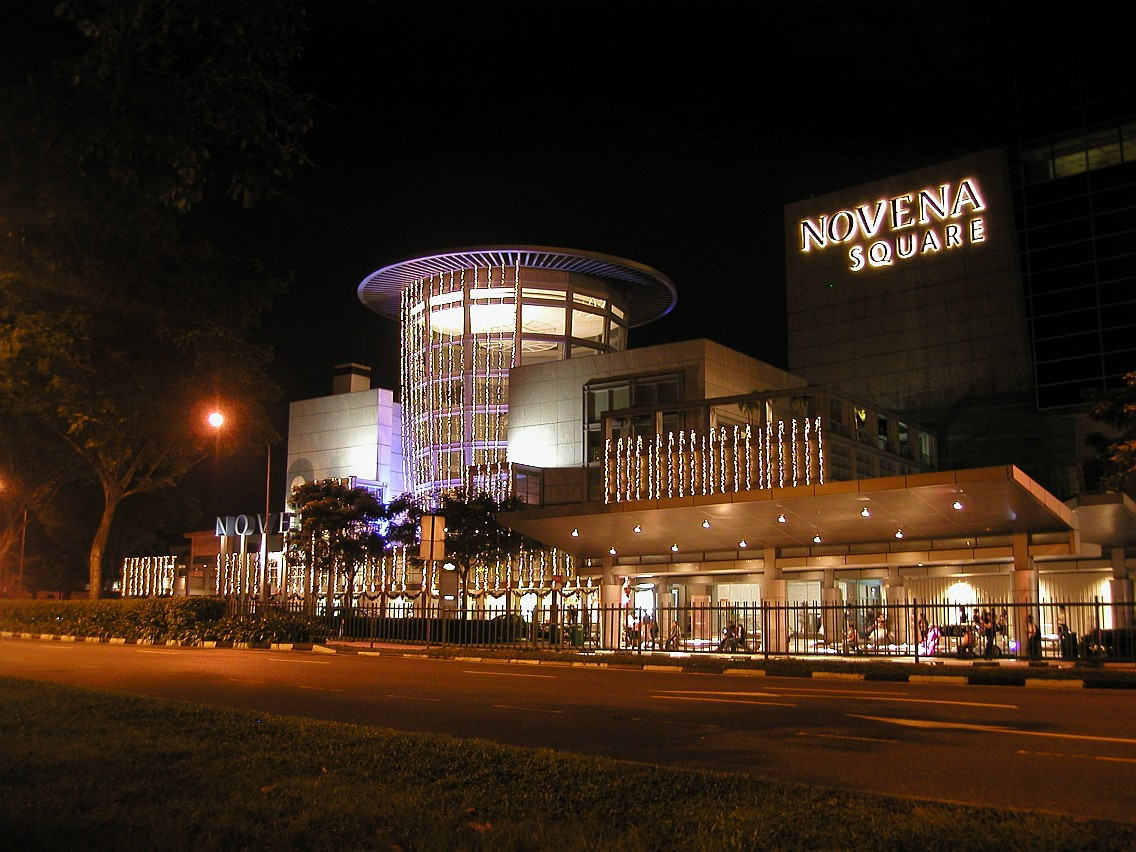
新加坡诺维娜广场

诺维娜（Novena）是位于新加坡中部区域的一个邻里市区。属于市区重建局的诺维娜发展区。位于诺维娜广场下的诺维娜地铁站附近正在迅速发展为新加坡的医疗服务重镇。
诺维娜发展区位于新加坡中部区域，罗尼路（Lornie Road），汤申路（Thomson Road）和惹兰大巴窑（Jalan Toa Payoh）以南，武吉知马路（Bukit Timah Road），杜尼安路（Dunearn Road）以北，中央高速公路（CTE）以西；和亚当路（Adam Road）以东，占地约879 公顷。

## 名字由来
该区原称为马里士他，因该地在十九世紀初被美国驻新加坡首任领事约瑟马里士他买下作甘蔗园。
诺维娜地名原自當地的聖亚丰索天主堂，因该堂对永援圣母的九日敬礼（Novena）相當有名——出席人数比望弥撒的还要多，因此该堂又被称做「诺维娜教堂」——九日敬礼教堂；而附近地区亦约定俗成地被称做诺维娜。

## 公共交通
诺维娜现有公共交通和居住环境佳，有诺维娜和纽顿两个南北地铁线途经的地铁站；这里没有巴士转换站，最近的巴士转换站在大巴窑。途经的公交巴士线路有：5, 21, 54, 56, 57, 131, 143, 162, 166, 167, 851, 980, NR1.

## 商业中心地
建在诺维娜地铁站上的购物中心诺维娜广场Velocity是这个地区的商业中心地。这一带医疗机构群集，有陈笃生医院、诺维娜医务中心、国家传染病中心以及被称为“未来医院”的伊丽莎白诺维娜医院等等。 再加上附近专走运动休闲风的诺维娜广场Velocity、新加坡首家哈韩购物中心Square2和儿童教育中心林立的的大华广场，还有一块供发展商投标兴建酒店的地段，使这里成为新加坡独一无二的医疗服务与商业中心。

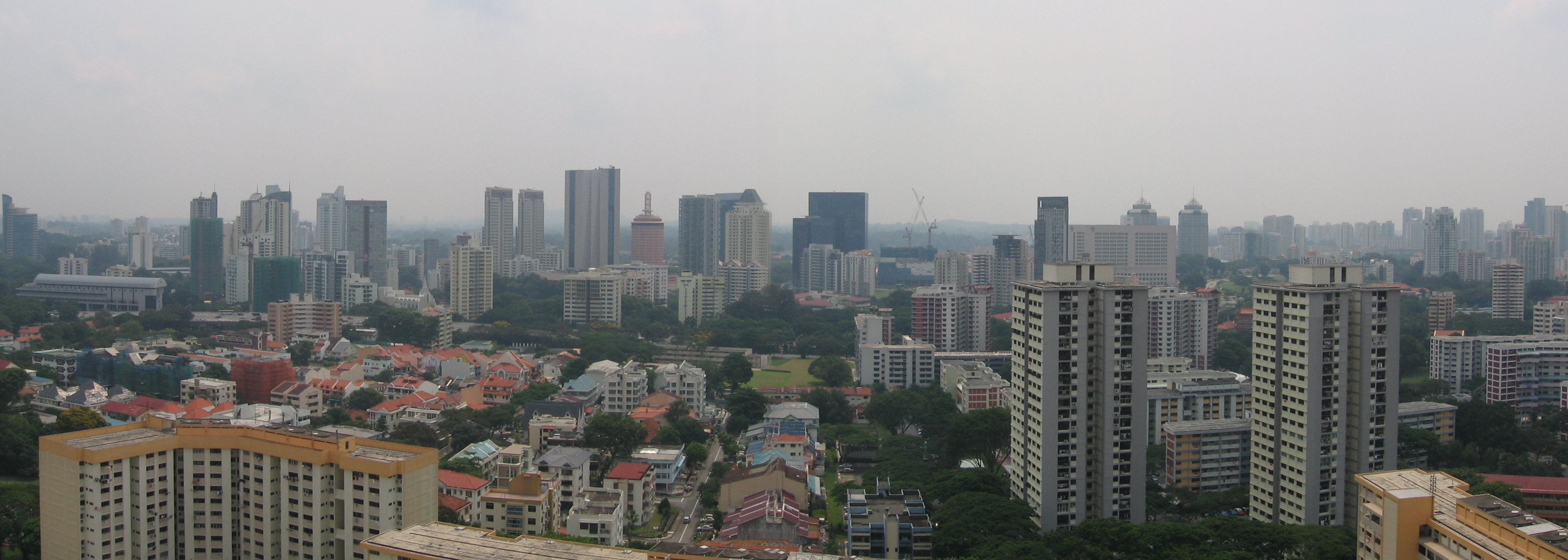
诺维娜鸟瞰图